# Additieve identiteit
In een verzameling waarin op de elementen ervan optellen is gedefinieerd, is de additieve identiteit het element dat, wanneer opgeteld bij een willekeurige element {\displaystyle x} uit deze verzameling, hetzelfde element {\displaystyle x} weer als resultaat geeft. Men spreekt ook van het neutrale element voor optellen. Een van de bekendste additieve identiteiten is bij rekenen het getal 0, maar additieve identiteiten komen bijvoorbeeld ook in ringen voor. 
Met rekenen geldt voor alle getallen {\displaystyle n} dat:
{\displaystyle n+0=n=0+n}

## Definitie
Laat {\displaystyle N} een verzameling zijn die gesloten is onder optellen. Voor optellen wordt het plusteken + gebruikt. Een additieve identiteit voor {\displaystyle N} is dan ieder element {\displaystyle e} waarvoor
{\displaystyle e+n=n=n+e}
voor alle {\displaystyle n} in {\displaystyle N}.

## Voorbeelden
- De additieve identiteit voor rekenen is nul, aangeduid met 0. Bijvoorbeeld:

{\displaystyle 5+0=5=0+5}
- In de natuurlijke getallen {\displaystyle \mathbb {N} } en al zijn supersets: de hele getallen {\displaystyle \mathbb {Z} }, de rationale getallen {\displaystyle \mathbb {Q} }, de reële getallen {\displaystyle \mathbb {R} } en de complexe getallen {\displaystyle \mathbb {C} } is 0 de additieve identiteit.
- In de ring {\displaystyle M} van n×n-matrices over een ring {\displaystyle R} is de additieve identiteit de {\displaystyle n\times n}-matrix {\displaystyle \mathbf {0} } waarvan alle elementen gelijk zijn aan het nulelement 0 in {\displaystyle R}. Bij de {\displaystyle 2\times 2}-matrices over de gehele getallen bijvoorbeeld is de additieve identiteit:

{\displaystyle 0={\begin{pmatrix}0&0\\0&0\end{pmatrix}}}
- In de quaternionen is 0 de additieve identiteit.
- In de ring van functies van {\displaystyle \mathbb {R} } naar {\displaystyle \mathbb {R} } is de functie die ieder getal op 0 afbeeldt de additieve identiteit.
- In de additieve groep van vectoren in {\displaystyle \mathbb {R} ^{n}} is de oorsprong of nulvector een additieve identiteit.

## Stellingen en bewijzen
- In een additieve groep is de additieve identiteit het neutrale element van de groep. Dit neutrale element wordt meestal met een 0 aangeduid en is uniek.
- De additieve en de multiplicatieve identiteit in een ring zijn verschillend, tenzij het om een triviale ring bestaat met maar een element.
- De additieve identiteit is een absorberend element.

Laat {\displaystyle (G,+)} een groep zijn en zowel 0 als 0' in {\displaystyle G} additieve identiteiten aanduiden, zodat dus voor elke {\displaystyle g} in {\displaystyle G} geldt:
{\displaystyle 0+g=g=g+0\ } en {\displaystyle \ 0'+g=g=g+0'}
Dan is
{\displaystyle 0'=0'+0=0}
De additieve en de multiplicatieve identiteiten zijn verschillend in een ring met meer dan een element. Laat {\displaystyle R} een ring zijn en neem aan dat de additieve identiteit 0 en de multiplicatieve identiteit 1 gelijk zijn, dus 0 = 1. Voor een willekeurig element van {\displaystyle R} geldt dan:
{\displaystyle r=r\times 1=r\times 0=0}
De additieve identiteit is een absorberend element. In een structuur {\displaystyle S} met een gedefinieerde vermenigvuldiging die distributitief is over de optelling, is de additieve identiteit een multiplicatief absorberend element. Voor iedere {\displaystyle s\in S} geldt namelijk: 
{\displaystyle s\cdot 0=s\cdot (0+0)=s\cdot 0+s\cdot 0}
dus:
{\displaystyle s\cdot 0=0}